# 沈環
沈環（？—？），字□□，應天府上元縣匠籍南直隸蘇州府長洲縣人，明朝政治人物。

## 生平
應天府鄉試第八□□名舉人。弘治十八年（1505年）中式乙丑科會試第□百十名，二甲第二十九名進士。

## 家族
曾祖沈讓；祖父沈□□；父沈□□，□□。母賀氏。具慶下。